# 飛吧小射手
《飛吧小射手》（韓語：날아라 슛돌이），為韓國KBS電視台製作的真人實境秀綜藝節目，第一期於2005年10月23日首播。節目主題為選出一群孩子組成小射手足球隊，並描繪他們透過集訓和比賽，培養團體意識及提升足球技術而成長的經歷。著名前隊員包括嬴得2019年U20世青盃金球獎的李康仁（第三期小射手）。
2020年1月7日起，第一期總教練金鍾國時隔十四年回歸，與梁世燦合作主持第七期節目《飛吧小射手－New Beginning》。

## 節目成員

### 第七期（New Beginning）
播出日期
2020年1月7日 — 

（受2019冠狀病毒病疫情影響，2020年3月24日至5月12日暫停拍攝及播放新的集數，改為播出由原有片段重新剪輯及製作而成的特輯）
固定成員
- 金鍾國
- 梁世燦

總教練
- 李榮杓（第12集起）

一日總教練
- 李同國（第1–2、4–6集）
- 朴柱昊（第3–4集）[5]
- 金在奂（第6–7集）
- 阿爾貝托·蒙迪（第8–9集）
- 安貞桓（第10–11集）

一日教練
- 金素慧（第3–4集）
- 阿爾貝托·蒙迪（第6–7集）

小射手
- 李正元（이정원）
- 全河謙（전하겸）
- 李宇鍾（이우종）
- 邊志勛（변지훈）
- 李京周（이경주）
- 金志源（김지원）
- 朴書真（박서진）
- 成賢錫（성현석）從第12集起加入

## 收視率
以下紀錄《飛吧小射手》節目收視，收視最低的集數以藍色表示，收視最高的集數以紅色表示，而空格則表示該集的收視沒有相關數據。

### 第七期（New Beginning）
| 集數   | 播出日期   | AGB尼爾森收視率  |
| 集數   | 播出日期   | 大韓民國（全國） |
| ------ | ---------- | ---------------- |
| 1      | 2020/01/07 | 3.4%             |
| 2      | 2020/01/16 | 2.7%             |
| 3      | 2020/01/21 | 2.9%             |
| 4      | 2020/01/29 | 2.5%             |
| 5      | 2020/02/04 | 2.1%             |
| 6      | 2020/02/11 | 2.5%             |
| 7      | 2020/02/18 | 2.2%             |
| 8      | 2020/02/25 | 2.2%             |
| 9      | 2020/03/03 | 2.7%             |
| 10     | 2020/03/10 | 2.8%             |
| 11     | 2020/03/17 | 2.9%             |
| 特輯 1 | 2020/03/24 | 2.3%             |
| 特輯 2 | 2020/03/31 | 1.8%             |
| 特輯 3 | 2020/04/07 | 1.8%             |
| 特輯 4 | 2020/04/14 | 2.1%             |
| 12     | 2020/05/12 | 2.2%             |
| 13     | 2020/05/19 | 2.5%             |

## 外部連結
- 官方網站 （页面存档备份，存于）